# Harichaur
Harichaur (en népalais : हरीचौर) est un comité de développement villageois du Népal situé dans le district de Baglung. Au recensement de 2011, il comptait 5 266 habitants.